# Phil Boutelje
Phil Boutelje (* 6. August 1895 in Philadelphia; † 29. Juli 1979 in Woodland Hills (Los Angeles)) war ein US-amerikanischer Pianist, Liedtexter, Komponist, Autor und Dirigent.

## Leben
Boutelje absolvierte ein Studium der Musik an der Academy of Music in Philadelphia. Als er im Ersten Weltkrieg eingezogen wurde, ergab sich für ihn die  Möglichkeit, als Militärkapellmeister zu agieren. Nach Kriegsende spielte Boutelje für verschiedene Jazz-Gruppen, so beispielsweise im Jahr 1922 für Nick Lucas und Paul Whiteman. Für Whiteman war er darüber hinaus auch als Arrangeur tätig. Anfang der 1930er-Jahre wurde er Musikdirektor bei Paramount Pictures sowie bei United Artists. In dieser Zeit schuf er viele Stücke für Film-Soundtracks. Diese Arbeit brachte ihm zwei Oscar-Nominierungen für die Beste Filmmusik ein: 1939 Musik zum Musicalfilm Dreivierteltakt am Broadway und 1943 Musik zu der Screwball-Komödie Hi Diddle Diddle.
Seit 1930 war Boutelje Mitglied der ASCAP, einer Verwertungsgesellschaft für Musik-Produkte. Unter anderem arbeitete er teils eng zusammen mit dem Liedtextern Ned Washington, Dick Winfree, Harry Tobias, Rubey Cowan, Foster Carling sowie Al Dubin. Bekannt sind auch seine Kompositionen China Boy, Blue Dawn und Lonesome.

## Privates
1975 heiratete Boutelje die Schauspielerin Babe London. Die Ehe bestand bis zu Bouteljes Tod im Jahr 1979.

## Filmmusik (Auswahl)
- 1929: Red Nichols and His Five Pennies (Kurzfilm) … China Boy
- 1930: Anna Christie … Flocons de Neige
- 1932: Pie, Pie Blackbird … China Boy
- 1931: Texas Rangers (The Texas Rangers) … I Can’t Play My Banjo
- 1936: Eine Prinzessin für Amerika (The Princess Comes Across) … My Concertina
- 1937: Blossoms on Broadway … Olympiad
- 1937: Swing High, Swing Low
- 1938: Romance in the Dark … Blue Dawn
- 1940: Heiße Rhythmen in Chicago (Strike Up the Band) … China Boy
- 1942: Nacht im Hafen (Moontide) … China Boy
- 1943: Hi Diddle Diddle … I Loved You Too Little, Too Late, The Man with the Big Sombrero
- 1941: Zauber der Musik (There’s Magic in Music)
- 1947: California
- 1947: Die Unbesiegten (Unconquered) … Whippoorwill’s a singin
- 1950: Flammendes Tal (Cooper Canyon) … Square Dance Calls
- 1956: The Benny Goodman Story … China Boy
- 1962: Flucht aus Zahrein (Escape from Zahrain) … Laila

## Auszeichnungen
- Oscarnominierung 1940 für die Filmmusik zu dem Musicalfilm Dreivierteltakt am Broadway (zusammen mit Arthur Lange)
- Oscarnominierung 1944 für die Filmmusik zu der Screwball-Komödie Hi Diddle Diddle